# Chris Smith (cestista 1939)
Christopher M. Smith, detto Chris (Charles Town, 31 marzo 1939), è un ex cestista statunitense.

## Carriera
Soprannominato "Moose", Smith militò 4 stagioni negli Hokies di Virginia Tech, di cui detiene il record di rimbalzi in una singola gara (36) e quello dei rimbalzi totali in carriera (17,1 di media a partita). La ESPN, nella sua "College Basketball Encyclopedia", lo considera come "il più forte giocatore di sempre di Virginia Tech".
Fu selezionato al secondo giro del Draft NBA 1961 dai Syracuse Nationals come 14ª scelta assoluta, ma non giocò mai in NBA. Decise infatti di lasciare l'attività cestistica, e venne assunto come ingegnere chimico alla Union Carbide.